# Chuzelles
Chuzelles ist eine französische Gemeinde mit 2.347 Einwohnern (Stand: 1. Januar 2022) im Département Isère in der Region Auvergne-Rhône-Alpes. Sie gehört zum Arrondissement Vienne und zum Kanton Vienne-1.

## Geographie
Chuzelles liegt rund 19 Kilometer südlich von Lyon am Fluss Sévenne und ist eine banlieue im Norden von Vienne. Umgeben wird Chuzelles von den Nachbargemeinden Simandres im Norden, Villette-de-Vienne im Osten und Nordosten, Serpaize im Südosten, Vienne im Süden, Seyssuel im Westen und Südwesten sowie Communay im Nordwesten.

## Bevölkerungsentwicklung
| Jahr                       | 1962 | 1968 | 1975 | 1982 | 1990 | 1999 | 2006 | 2017 |
| -------------------------- | ---- | ---- | ---- | ---- | ---- | ---- | ---- | ---- |
| Einwohner                  | 623  | 705  | 1017 | 1209 | 1681 | 1958 | 2040 | 2181 |
| Quellen: Cassini und INSEE |      |      |      |      |      |      |      |      |

## Sehenswürdigkeiten
- Kirche Saint-Hippolyte, im nördlichen Teil ursprünglich aus dem 12. Jahrhundert
- Kapelle Saint-Maxime, in der ersten Hälfte des 11. Jahrhunderts erbaut

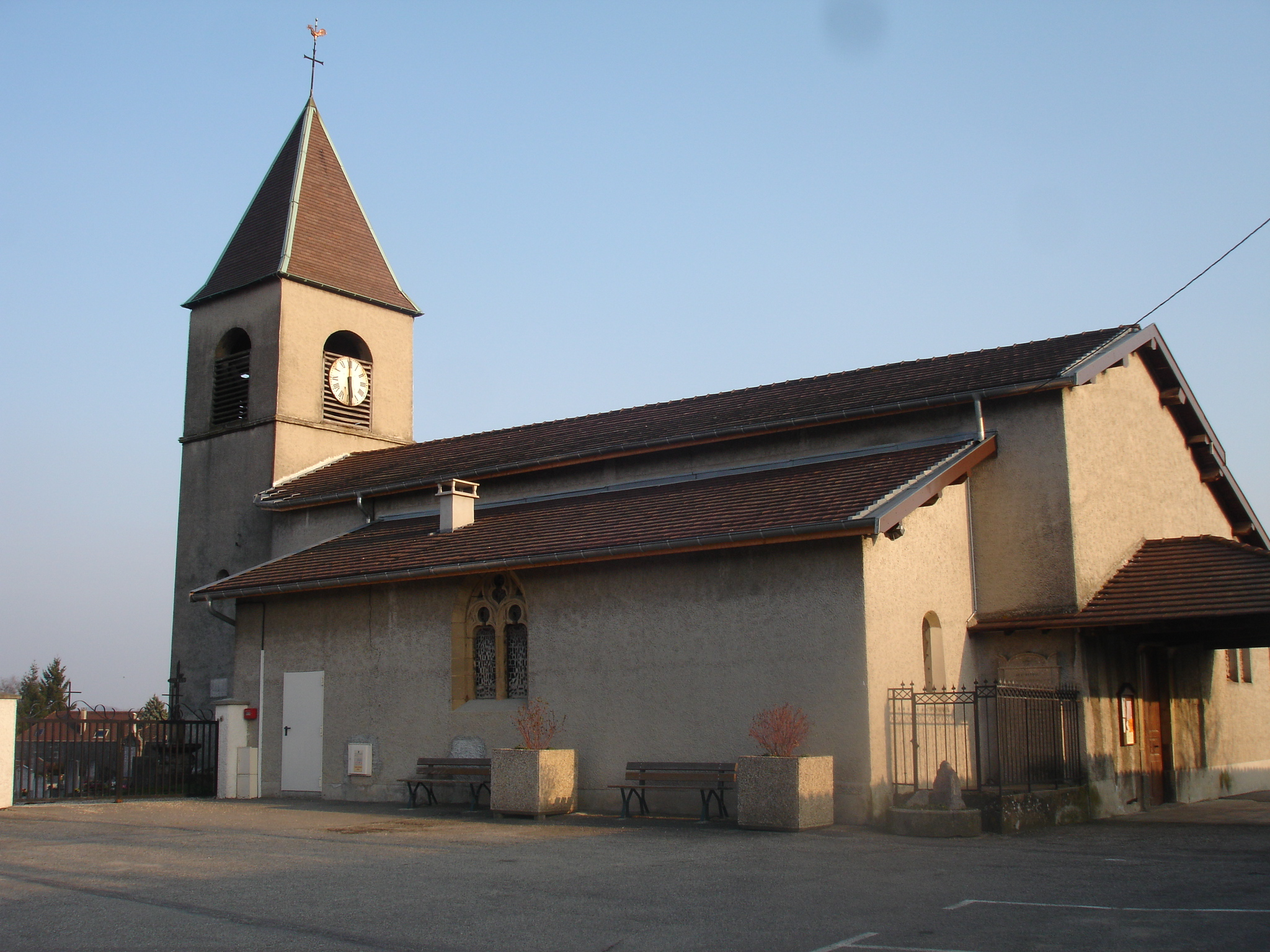
Kirche Saint-Hippolyte
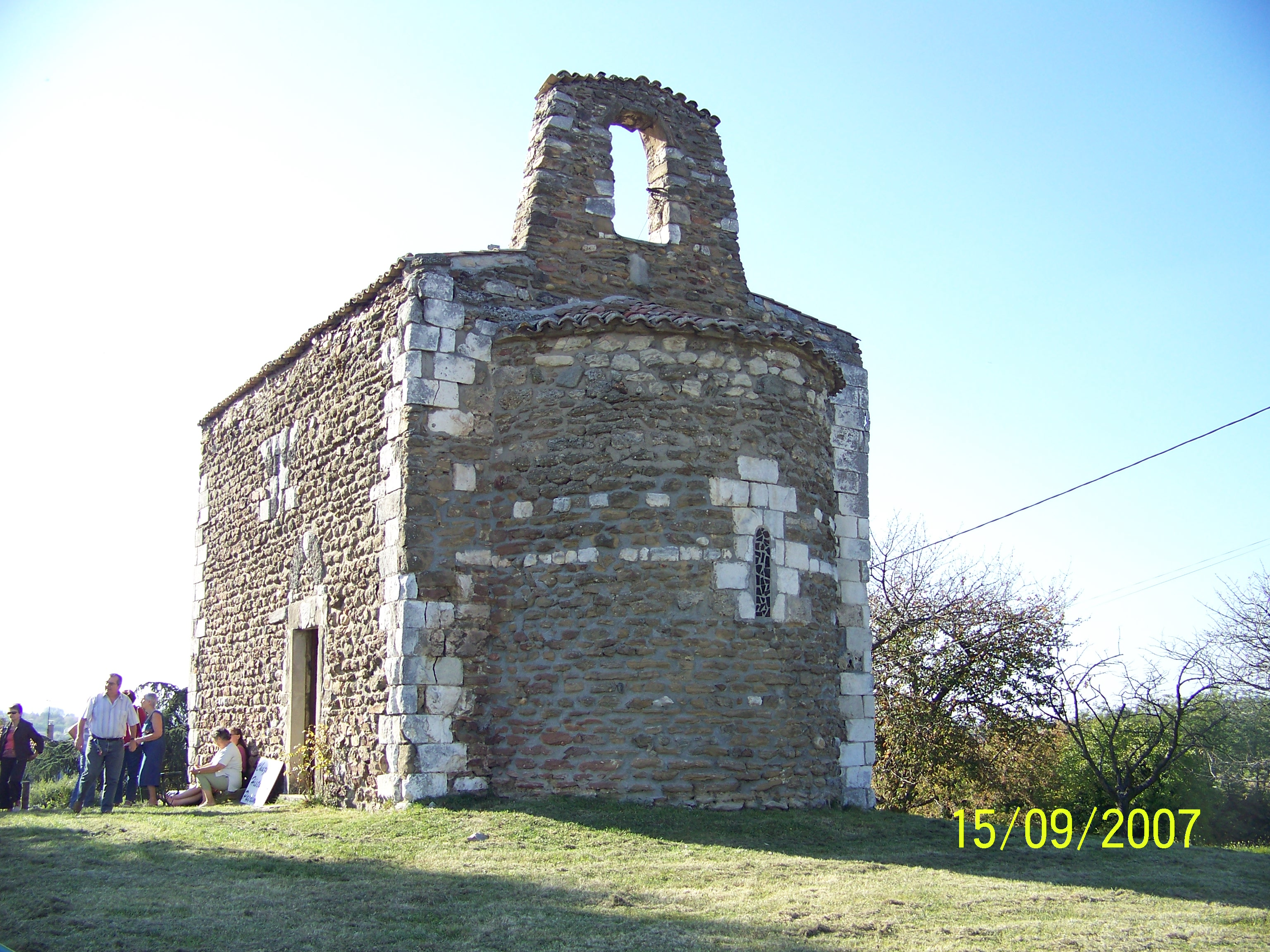
Kapelle Saint-Maxime